# Leelee Sobieski
Leelee Sobieski (* 10. června 1983, New York) je americká umělkyně a bývalá herečka. Již v dospívání dosáhla jisté proslulosti rolemi ve filmech Drtivý dopad, Spalující touha, Jízda do pekel, Nejpevnější pouto a Skleněný dům. Za ztvárnění titulní postavy v televizním filmu Johanka z Arku získala nominace na cenu Emmy a na Zlatý glóbus a další nominaci na Zlatý glóbus za výkon v minisérii Vzpoura.

## Mládí
Narodila se jako Liliane Rudabet Gloria Elsveta Sobieski v New Yorku. Jejími rodiči jsou americká filmová producentka a scenáristka Elizabeth Sobieski (rozená Salomon) a francouzský malíř a bývalý herec polského a švýcarského původu Jean Sobieski. Její dědeček z matčiny strany, kapitán námořnictva Spojených států amerických Robert Salomon, byl Žid. Její babička z matčiny strany byla aškenázského židovského a ze čtvrtiny nizozemského původu. Jejím mladším bratrem je Robert „Roby“ Sobieski.
Její křestní jméno, Liliane, bylo jméno její babičky z otcovy strany. Jedno z jejích prostředních jmen, Elsveta, je odvozeno od jména její matky, Elizabeth.
V roce 2001 maturovala na Trevor Day School a následně studovala literaturu a výtvarné umění na Brownově univerzitě, ale nepromovala.